# Distrito municipal de Grigiškės
Distrito municipal de Grigiškės es un distrito municipal perteneciente a la ciudad de Vilna y organizado administrativamente en cuatro barrios (Grigiškės, Kadriškės, Neravai, Salos). El distrito se limita con el Distrito municipal de Paneriai y Distrito municipio de Trakai.

## Barrios
El distrito está formado por los siguientes 4 barriosː
- Grigiškės
- Kadriškės
- Neravai
- Salos

## Galería

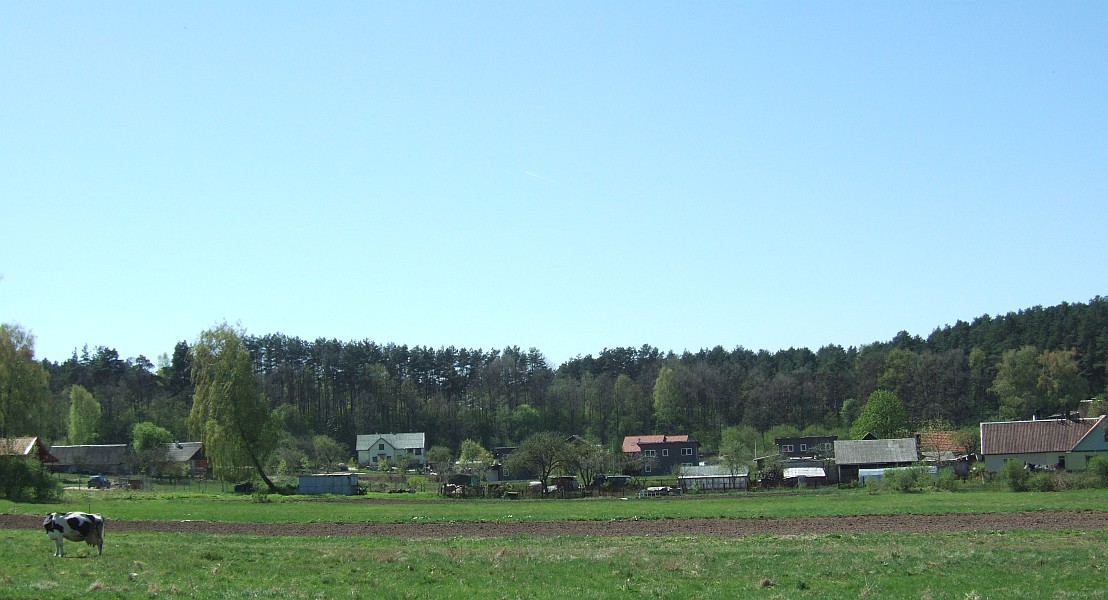
Panorama de Neravai
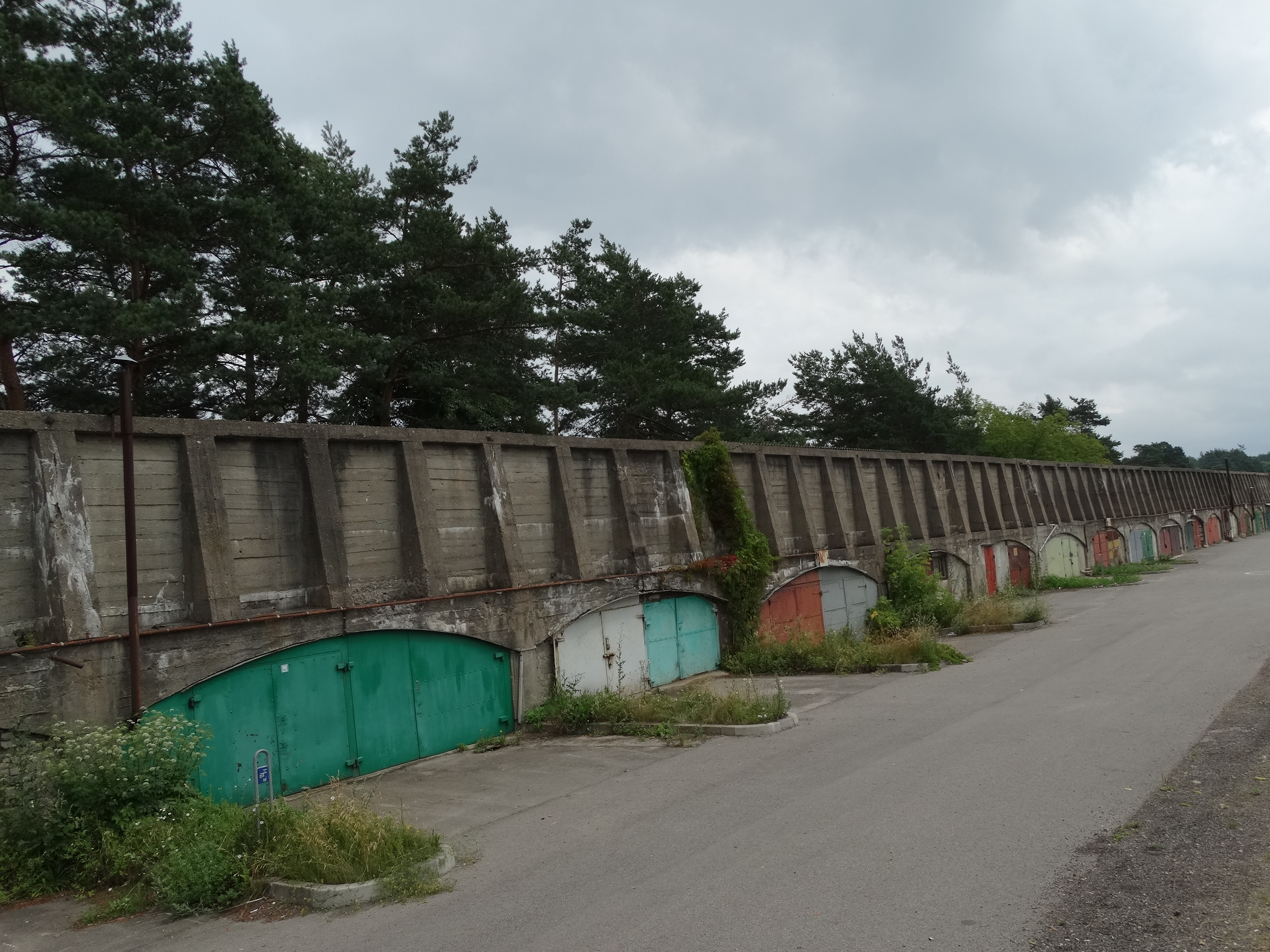
Acueducto de Grigiškės
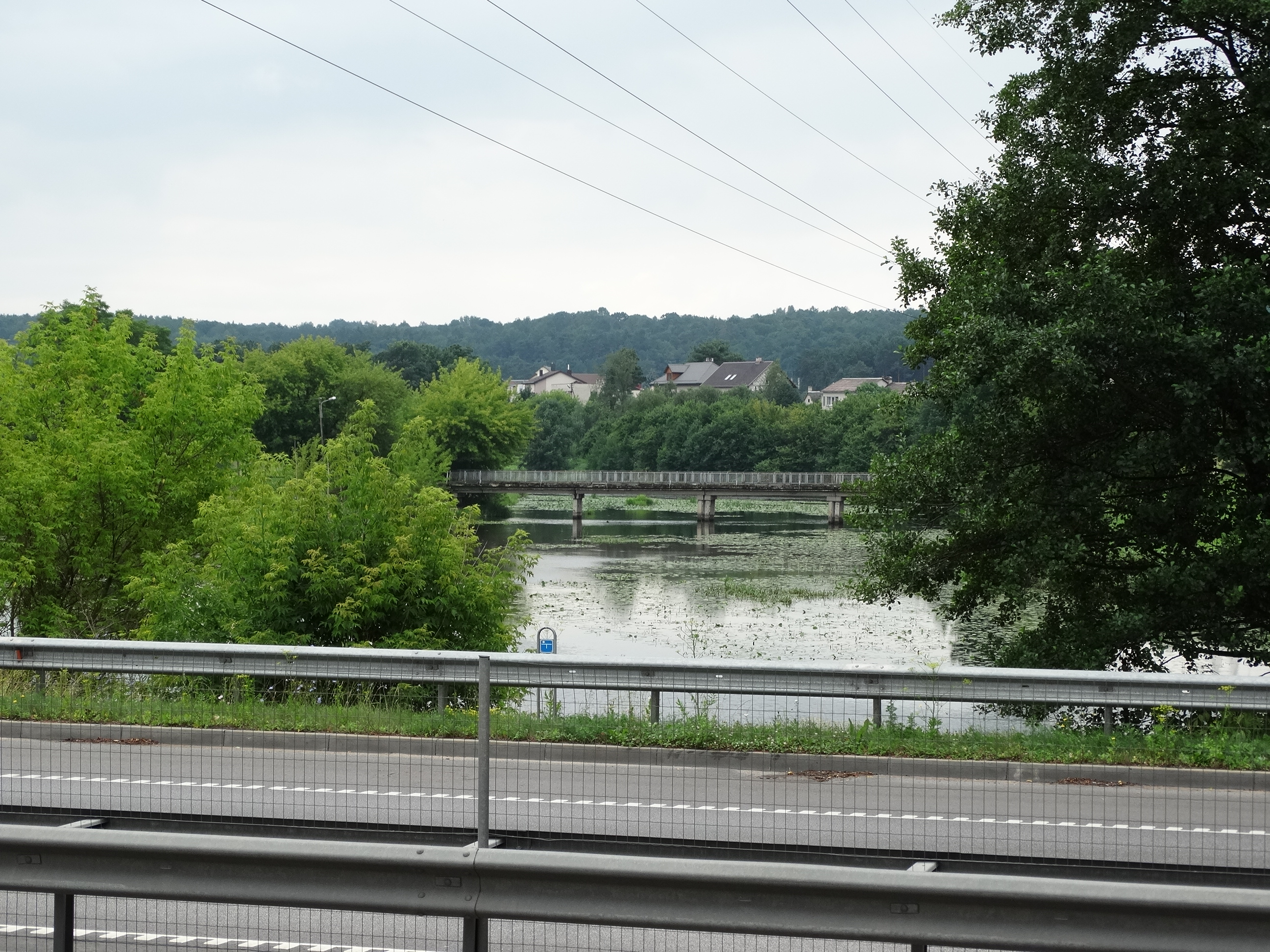
Embalse de Grigiškės
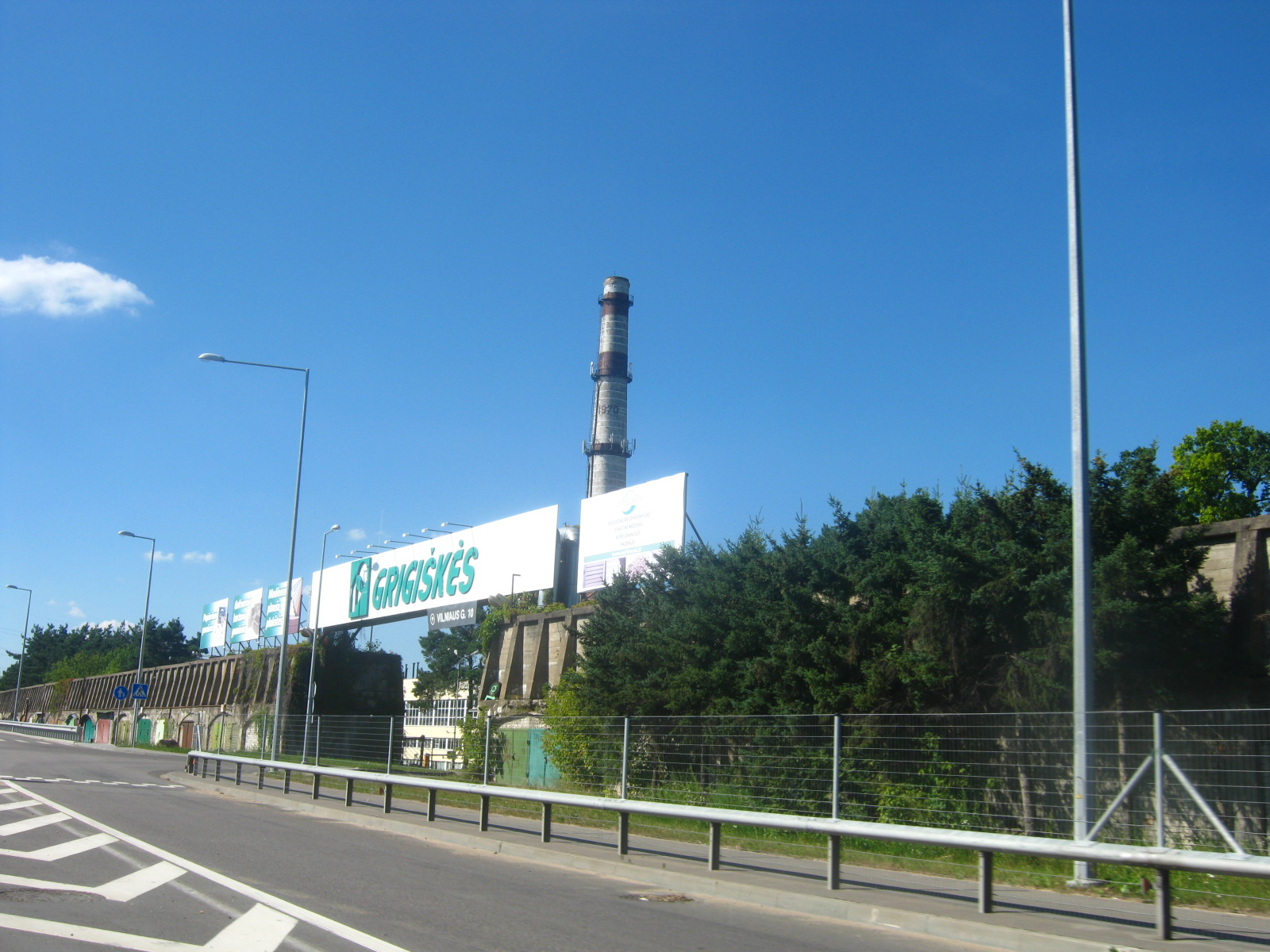
Sociedad anónima de Grigiškės